# Estados Federados de Micronesia en los Juegos Olímpicos
Los Estados Federados de Micronesia en los Juegos Olímpicos están representados por el Comité Olímpico Nacional de los Estados Federados de Micronesia, creado en 1995 y reconocido por el Comité Olímpico Internacional en 1997.
Han participado en siete ediciones de los Juegos Olímpicos de Verano, su primera presencia tuvo lugar en Sídney 2000. El equipo olímpico no ha obtenido ninguna medalla en las ediciones de verano.
En los Juegos Olímpicos de Invierno el país no ha participado en ninguna edición.

## Medallero

### Por edición
Juegos Olímpicos de Verano
| Evento              | Oro | Plata | Bronce | Total |
| ------------------- | --- | ----- | ------ | ----- |
| Sídney 2000         | 0   | 0     | 0      | 0     |
| Atenas 2004         | 0   | 0     | 0      | 0     |
| Pekín 2008          | 0   | 0     | 0      | 0     |
| Londres 2012        | 0   | 0     | 0      | 0     |
| Río de Janeiro 2016 | 0   | 0     | 0      | 0     |
| Tokio 2020          | 0   | 0     | 0      | 0     |
| París 2024          | 0   | 0     | 0      | 0     |
| TOTAL               | 0   | 0     | 0      | 0     |